# María Clemencia Herrera Nemerayema
María Clemencia Herrera Nemerayema (La Chorrera, Amazonas, 1968) es una activista defensora de los derechos de los pueblos indígenas, de las mujeres del amazonas y de la biodiversidad. Desde temprana edad se desempeñó en este rol con la ONIC, durante la coyuntura de la asamblea constituyente en Colombia.

## Biografía
En su infancia, con las enseñanzas de su abuelo comienza su liderazgo, reivindicando una relación distinta, propia del pueblo indígena uitoto, frente a una visión capitalista. A María Clemencia le negaron el conocimiento por no querer olvidar su lengua indígena: No le dieron diploma cuando terminó la primaria en el internado Santa Teresita del Niño Jesús del municipio de La Chorrera, Amazonas, al sur de Colombia. En su graduación un cura le regaló una biblia y un cristo crucificado. «Esto para que algún día se convierta», le dijo a Herrera a sus 15 años, quién se negó a olvidar su lengua materna Uitoto minika.
En 1986 se fue a Viotá a estudiar al colegio de promoción social en Cundinamarca, con otras estudiantes de la amazonía dirigió procesos comunitarios en la zona, además liderando equipos de baloncesto, voleibol y microfútbol. En Bogotá, a sus 20 años y sin terminar el bachillerato, en la época de la constituyente, se adhirió a la Organización Nacional Indígena de Colombia (ONIC) donde todavía labora. Su conocimiento no lo ha construido tanto en las aulas sino en el hacer organizativo y de defensa de los derechos humanos y de la biodiversidad, dice ella: «Yo no soy bióloga, no soy ecóloga, pero mi título creo que es el conocimiento y la sabiduría de que conozco la naturaleza, las plantas, el manejo para sembrar, cosechar, comer y alimentar a la gente». En 1992 participa en una investigación de por qué fracasan los proyectos en la Cuenca Amazónica. Trabaja en el ordenamiento del resguardo Predio Putumayo, territorio de casi 6 millones de hectáreas que les fue arrebatado a los pueblos amazónicos durante la época de la Fiebre del caucho y que se les devolvió en abril de 1988. En el 2004 es la fundadora de la corporación Mujer, Tejer y Saberes (Mutesa), en el que las mujeres amazónicas desplazadas, radicadas en Bogotá, reelaboran sus conocimientos ancestrales. Fundadora y coordinadora de la Escuela de Formación Política para el Liderazgo y la Gobernabilidad de la Amazonia colombiana de la Organización Nacional de los Pueblos Indígenas de la Amazonia Colombiana (OPIAC). Actualmente estudia Derecho Propio Intercultural en la Universidad del Cauca, tema que también estudia con la Universidad Carlos III de Madrid. Es docente del Fondo para el Desarrollo de los Pueblos Indígenas de América Latina y El Caribe y su proyecto más ambicioso es crear la primera universidad indígena e intercultural que llegue a los territorios más apartados.
Candidata al Senado con agendas enfocadas en salvaguardar la biodiversidad.

## Premios
Galardonada con el Premio Bartolomé de las Casas en su edición XXVIII de 2019.